# گدایی

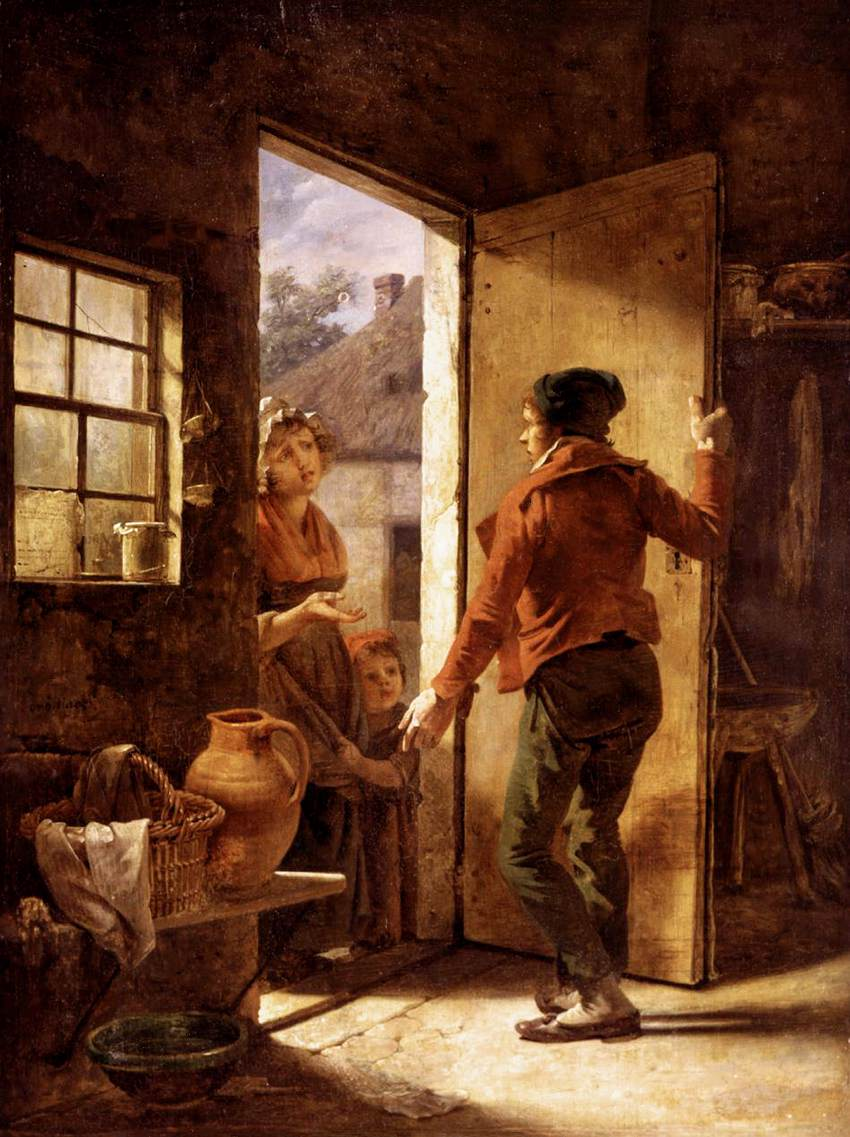
گدایی

گِدایی  درخواست  پول و یا خوراکی(و یا هر چیز دیگر) از دیگران بنابر لطف  است، به کسی که گدایی میکند گدا ، دریوز، و به آن کار دریوزه و گدایی میگویند
گداها در شهرها  بیشتر میان رهگذرهای پر رفت و امد پارکهای شهری،ترمینالها ، بازارها،نزدیک بانکها و چهارراه ها به شیوه گوناگون  به فعالیت میپردازند. در برخی کشورها نیز گداها برای گدایی  به در خانه ها میروند واژه دریوزه و دریوش درپارسی از آن گرفته شده 
گداها علاوه بر پول، ممکن است غذا، نوشیدنی، سیگار یا سایر اقلام کوچک را نیز درخواست کنند.
گدایی اینترنتی روش مدرنی است که از مردم می‌خواهند از طریق اینترنت به دیگران پول بدهند و نه حضوری. گدایی اینترنتی ممکن است شامل درخواست‌هایی توسط افرادی نیازمند برای کمک برای رفع نیازهای اولیه مانند مراقبت‌های پزشکی و سرپناه باشد و یا همچنین درخواست‌هایی توسط افراد غیر نیازمند از مردم برای پرداخت هزینه‌های تعطیلات، سفرهای مدرسه و سایر چیزهایی باشد که گدا می‌خواهد اما نمی‌تواند به راحتی از عهده آن برآید.
تفاوت گداها با راهبان صدقه‌گیر در این است که برخی از این راهبان درخواست پول نمی‌کنند و امرار معاش آنها با ارائه انواع خدمات دینی، تربیت اخلاقی و حفظ فرهنگ جامعه متقابل است.

## واژه
گدا بمعنی خواهنده و گدیه بمعنی خواهش و خواهندگی از ریشه گد  بمعنی خواهش است
در پارسی به گدایی دریوزه و به گدا  دریوز نیز گفته میشود.
واژه در-یوز از در+یوز =درتوز به معنی کسیست که از این در بدان در روان است
در گفتار عامیانهٔ ایرانیان به گدای  سمج و ضعیف‌نما اصطلاحاً « گداهای سامره» گفته می‌شود. این به این خاطر است که گداهای شهر سامرهٔ عراق در میان ایرانیان مسافر در قدیم بخاطر سماجت و مزاحمت‌آفرینی زبانزد شده بودند.

## در ادبیات
در ادبیات پارسی  گدایی را بد دانسته اند و آنرا نکوهش کرده اند 
سعدی:
گر گدا پیشرو لشکر اسلام بود
کافر از بیم توقع برود تا در چین
حاتم طایی که بیابان‌نشین بود اگر شهری بودی از جوش گدایان بیچاره شدی و جامه بر او پاره کردندی.
خواهنده ای مغربی در صف بزازان حلب می گفت ای خداوندان نعمت اگر شما را انصاف بودی و ما را قناعت رسم سؤال از جهان برخاستی
گر گدا پیشرو لشکر اسلام بود
کافر از بیم توقع برود تا در چین
در ادبیات غربی معروفترین اثر ادبی شاهزاده و گدا اثر مارک توین است.نگارخانه

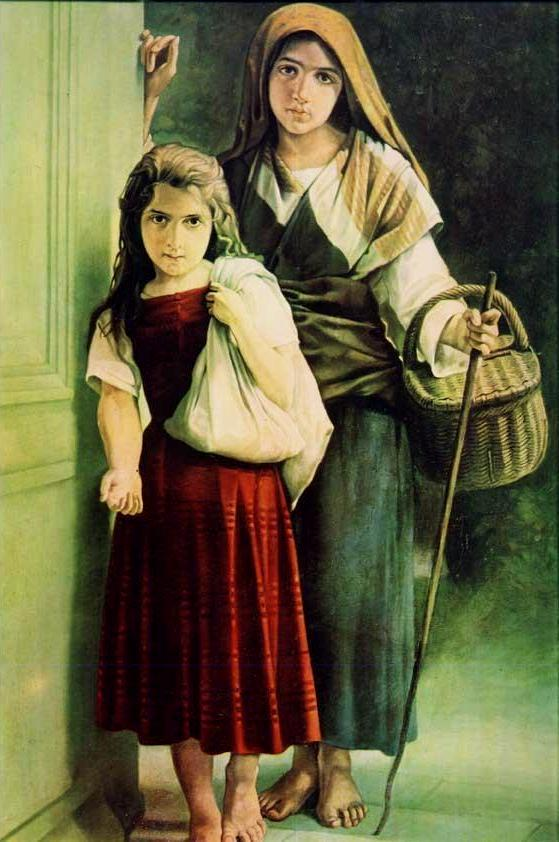
نقاشی دو دختر گدا اثر کمال‌الملک